# Eldorado (Texas)
Eldorado é uma cidade localizada no estado norte-americano de Texas, no Condado de Schleicher.

## Demografia
Segundo o censo norte-americano de 2000, a sua população era de 1951 habitantes.
Em 2006, foi estimada uma população de 1828, um decréscimo de 123 (-6.3%).

## Geografia
De acordo com o United States Census Bureau tem uma área de
3,6 km², dos quais 3,6 km² cobertos por terra e 0,0 km² cobertos por água.

## Localidades na vizinhança
O diagrama seguinte representa as localidades num raio de 60 km ao redor de Eldorado.